# Mició d'Atenes
Mició (en llatí Micion, en grec antic Μικίων) fou un orador i demagog atenenc que juntament amb Euríclides tenia la direcció política dels afers d'Atenes cap a l'any 216 aC.
Van atacar indiscriminadament als reis dels països propers, però van mostrar una evident parcialitat a favor de Ptolemeu IV Filopàtor fins al punt de què el rei Filip V de Macedònia, al que molestava aquesta política, va decidir desfer-se'n mitjançant verí. Pausànias escriu el seu nom com Micó (Micon), però Polibi i l'evidència de monedes trobades on es veu associat amb Euríclides, demostra que el nom correcte era Mició.